# Jürgen Lotz
Jürgen Lotz (* 1944 in Frankfurt am Main; † 2009) war ein deutscher Historiker, Autor und Redakteur.

## Leben und Wirken
Jürgen Lotz war von 1972 bis 1992 als Autor und Chefredakteur für das Geschichtsmagazin Damals tätig und veröffentlichte dort während dieser Zeit mehr als 70 Artikel, meist mit dem Schwerpunkt Römisches Reich. Später war er als freier Publizist tätig. Seine musik- und kulturhistorischen Publikationen  erschienen in überregionalen Zeitungen und im Hörfunk.
Zu den wichtigsten Werken von Jürgen Lotz zählen die Monografien über Frédéric Chopin und Königin Victoria. Er leistete unter anderem Beiträge zu dem Nachschlagewerk Das große biographische Lexikon der Deutschen (1999) und zu den mehrbändigen Werken Naturwunder und Kulturschätze unserer Welt (1997) und Faszination Weltgeschichte (2004). Weiterhin fungierte er als Autor und Herausgeber des volkskundlichen Geschichtsbandes Obrigkeit und Untertan – Anmerkungen zur deutschen Geschichte des 20. Jahrhunderts (1985).